# Dietro front (CoCo)
Dietro front è un singolo del rapper italiano CoCo, pubblicato il 6 marzo 2019 come secondo estratto dal primo album in studio Acquario.

## Video musicale
Il videoclip, scritto e diretto da VIMAfilm e Arsenyco, è stato caricato sul canale YouTube del rapper il 15 aprile 2019. Il videoclip comprende anche la traccia audio del singolo Bugie diverse.

## Tracce
Testi di Corrado Migliaro e Marcello Valerio, musiche di Rosario Castagnola e Sarah Tartuffo.
1. Dietro front – 3:26